# Pierre-Philippe Hornus
Pierre-Philippe Hornus, francoski general, * 1883, † 1959.